# La Piarre
Piarre – miejscowość i gmina we Francji, w regionie Prowansja-Alpy-Lazurowe Wybrzeże, w departamencie Alpy Wysokie.

## Demografia
Według danych na rok 1990 gminę zamieszkiwało 57 osób, a gęstość zaludnienia wynosiła 3 osoby/km². W styczniu 2015 r. La Piarre zamieszkiwało 91 osób, przy gęstości zaludnienia wynoszącej 4,2 osób/km².